# Троице-Сканов монастырь
Троице-Сканов монастырь — женский монастырь Сердобской епархии Русской православной церкви, расположенный в селе Сканово Наровчатского района Пензенской области, памятник архитектуры переходного периода от барокко к классицизму.

## История монастыря
Троице-Сканов монастырь основан в середине XVII века как мужской монастырь. Точных документов о названии Сканова монастыря не сохранилось. По одной из версий название произошло от речки Скановой, якобы протекавшей недалеко от монастыря. По другой версии, по преданию, Скановым монастырём его назвали по фамилии боярина Исканского, местного землевладельца.
Пожар 26 апреля 1676 года уничтожил все деревянные строения монастыря. После пожара были вновь построены деревянная церковь во имя Святой Троицы, которая просуществовала до пожара 1785 года, и церковь во имя Святителя Николая Чудотворца, которая в 1802 году была разобрана в связи с ветхостью колокольни, в которой она находилась. В 1795 году на их месте был заложен новый каменный пятиглавный двухэтажный храм с наружной росписью. Первым строителем нового храма был настоятель монастыря иеромонах Арсений I, а после его смерти — игумен Корнилий, при нём собор расписан иеромонахом Парфентием, он же писал для собора иконы. В нижнем этаже храма был размещён престол во имя Успения Божией Матери, который был освящён настоятелем-строителем Корнилием 8 октября 1801 года. В верхнем храме размещён престол во имя Живоначальной Троицы, освящённый 29 мая 1808 года настоятелем архимандритом Израилем. Вокруг храма были возведены многочисленные жилые, служебные и хозяйственные постройки. После 1917 года монастырь был закрыт.

## Пещерный монастырь
В горе Плодской, расположенной в живописном месте в 1,5 км от Троице-Сканова монастыря, находится Пещерный монастырь, который представляет собой трёхуровневые ходы с небольшими кельями по сторонам, вырытые монахами в горе. Общая протяжённость пещерных ходов больше, чем в Киевско-Печерской лавре. Основатель пещерного монастыря — Арсений II, удалившийся в 1826 году в пещеры. У подножия горы источник. На горе в 1866—1880 гг. был построен пятиглавый каменный храм с шатровой колокольней. После закрытия пещерного монастыря в 1917 году постройки были разрушены. Сейчас ходы сохранились протяжённостью более 600 м, а всего было 2,5 км.

## Возрождение монастыря
С 1985 года постройки переданы в ведение Русской Православной Церкви и монастырь возобновил свою деятельность уже как женский.
12 апреля 1990 года произошло первое после перерыва богослужение, а в октябре 1999 года монастырь посетил Патриарх Московский и всея Руси Алексий II.
Ныне в монастыре около 60 насельниц. Особо почитаемой святыней в монастыре является икона Божией Матери, именуемая «Трубчевской», которая была написана в 1765 году монахом Евфимием в Чолнском мужском монастыре близ города Трубчевска (ныне Брянской области).